# Strafgesetzbuch (Preußen)
Das Strafgesetzbuch für die Preußischen Staaten (prStGB) vom 14. April 1851 trat am 1. Juli 1851 in Kraft. Es vereinheitlichte das Strafrecht im Königreich Preußen. Es galt für die Dauer von knapp zwanzig Jahren, bis es mit Wirkung zum 1. Januar 1871 vom Strafgesetzbuch für den Norddeutschen Bund abgelöst wurde. Schon ein Jahr später trat am 1. Januar 1872 das Reichsstrafgesetzbuch in Kraft, der Vorgänger des heute gültigen deutschen Strafgesetzbuches.

## Geschichte

### Kodifikationsprozess
Bereits nach Erlass des Allgemeinen Landrechts für die Preußischen Staaten (prALR) im Jahr 1794 kamen Bestrebungen auf, ein Strafgesetzbuch zu erarbeiten. Die Ausarbeitung eines Entwurfes begann dann 1825 mit der entsprechenden Auftragserteilung des preußischen Justizministers. Den Prozess, der sich über 25 Jahre hinziehen sollte, charakterisierte Theodor Goltdammer als einen der „denkwürdigsten legislatorischen Prozesse der neueren Zeit“. Die ersten Entwürfe des Justizministeriums von 1833 und 1836 orientierten sich an den Gesetzbüchern aus Hannover, Bayern und Württemberg. Sie wurden als reaktionär wahrgenommen, unter anderem wegen der Ausweitung der politischen Straftatbestände. Friedrich Carl von Savigny nahm sich ihrer an und entschärfte sie teilweise.
Im Jahr 1843 wurde ein neuer Entwurf vorgelegt. Dieser orientierte sich in Hauptsache zwar am Strafgesetzbuch des Großherzogtums Hessen von 1842, jedoch wurde auch das Kriminalgesetzbuch von Braunschweig herangezogen. Der neue Entwurf wurde den Landtagen vorgelegt, auch den Rechtsgelehrten. Die Diskussionen führten 1845 zu einem neuen, liberaleren, Entwurf. Körperliche Züchtigungstatbestände beispielsweise entfielen vollständig. Der Entwurf war ein Produkt des Konfliktes der deutschen Strafgesetzgebung mit dem code pénal, der in der Rheinprovinz galt und sich dort einiger Beliebtheit erfreute. Die rheinischen Provinzialstände übten Kritik an dem Entwurf von 1845, so beispielsweise an den Auswirkungen für die bestehenden Geschworenengerichte und den fehlenden klaren Regeln zur Gerichtskompetenz, insbesondere da keine Unterscheidung von Verbrechen und Vergehen vorgesehen war. Diese Divergenzen versuchte von Savigny in einem Entwurf von 1847 auszuräumen. Der Entwurf war nun viel mehr nach französischem Vorbild ausgearbeitet. Das zeigt sich in unter anderem einer Verschärfung der Todesstrafe durch Ausstellens des Kopfes nach der Hinrichtung, Einführung der körperlichen Züchtigung als Schärfung der Zuchthausstrafe und Wiederaufnahme der Vermögenkonfiskation bei politischen Verbrechen.
In den nachfolgenden Jahren, insbesondere aufgrund der Forderungen des Vormärzes wurde der Vorschlag noch weiter angepasst und das Strafsystem noch etwas entschärft, die strafbaren Handlungen dreigeteilt und in die Deliktstypen Verbrechen, Vergehen und Übertretungen eingeteilt. Dieser Entwurf bildete die Grundlage für das Strafgesetzbuch, welches am 1. Juli 1851 in Kraft trat. Es löste die Strafbestimmungen des Allgemeinen Landrechts für die Preußischen Staaten (dort Zweiter Teil, Zwanzigster Titel) ab. In den Gebieten, die erst seit dem Wiener Kongress 1815 zu Preußen gehörten, löste es den Code pénal von 1810 beziehungsweise das Gemeine Recht ab.
Der Einfluss der Partikularstrafgesetzbücher auf das preußische Strafgesetzbuch blieb gering. Dies liegt begründet in der aufwendigen und langwierigen Entstehungsgeschichte der preußischen Kodifikation, die zu einer eigenständigen Entwicklung geführt hatte. Einen wichtigen Einfluss hatte der code pénal, jedoch löste sich das prStGB in straftheoretischer Hinsicht deutlich von der französischen Dogmatik.

### Weitere Entwicklung
1867 wurde es in den Gebieten eingeführt, die Preußen infolge des Deutschen Kriegs 1866 annektiert hatte. Zum 1. Januar 1871 wurde es durch das nach seinem Vorbild geschaffene Strafgesetzbuch für den Norddeutschen Bund, das ein Jahr später fast unverändert zum Reichsstrafgesetzbuch wurde, abgelöst.